# Egzekucje w Rurach Jezuickich
Egzekucje w Rurach Jezuickich – masowe egzekucje obywateli polskich przeprowadzane przez okupantów niemieckich latem 1940 roku w okolicach wsi Rury Jezuickie pod Lublinem.
Leżący w pobliżu wsi wąwóz (zwany popularnie „Dołami”) został wybrany przez Niemców na miejsce straceń polskich więźniów politycznych. W okresie od 29 czerwca do 15 sierpnia 1940 funkcjonariusze SS i policji niemieckiej przeprowadzili tam pięć egzekucji, w trakcie których zamordowano co najmniej 450 Polaków przywiezionych z więzienia na Zamku Lubelskim. W gronie ofiar znajdowali się przede wszystkim przedstawiciele polskiej elity politycznej i intelektualnej z terenów województwa lubelskiego, aresztowani w ramach tzw. Akcji AB.

## Pierwsze represje wobec polskiej inteligencji w Lublinie
Od pierwszych dni okupacji niemiecki terror był wymierzony przede wszystkim w przedstawicieli polskich elit politycznych i intelektualnych. Zgodnie z rasistowskim stereotypem Polaka panującym w III Rzeszy, nazistowscy przywódcy wierzyli, że świadomość narodową posiada tylko polska inteligencja, natomiast lud zajmuje się głównie troską o codzienny byt i jest mu obojętny los państwa. Z tego powodu zakładano, że eksterminacja tzw. „warstwy przywódczej” pozwoli zniszczyć polską tożsamość narodową i przekształcić polskie społeczeństwo w bierną amorficzną masę, służącą w najlepszym razie jako niewykwalifikowana siła robocza dla III Rzeszy. W ramach tzw. akcji „Inteligencja” (Intelligenzaktion), prowadzonej na okupowanych ziemiach polskich między wrześniem 1939 a wiosną 1940, Niemcy zamordowali co najmniej 100 000 obywateli polskich. Najwięcej ofiar pochłonęła akcja eksterminacyjna prowadzona na ziemiach wcielonych do Rzeszy (Pomorze, Wielkopolska, Górny Śląsk). Masowe represje wobec polskiej inteligencji miały także miejsce na terytorium tzw. Generalnego Gubernatorstwa. 
W Lublinie największa tego typu akcja (ochrzczona później przez polskich historyków mianem Sonderaktion Lublin) została przeprowadzona w pierwszej połowie listopada 1939. Niemcy aresztowali wówczas kilkaset osób, w tym szesnastu wykładowców KUL oraz wielu duchownych katolickich – m.in. członków kurii biskupiej, sądu biskupiego i kapituły oraz księży wykładowców z lubelskiego seminarium duchownego. Większość zatrzymanych została po pewnym czasie zwolniona. Kilkadziesiąt osób zostało jednak wywiezionych do obozów koncentracyjnych, a blisko 70 więźniów Niemcy rozstrzelali na gliniankach obok cegielni w dzielnicy Lemszczyzna lub na terenie starego cmentarza żydowskiego.

## Początek Akcji AB w dystrykcie lubelskim
Wiosną 1940 roku Niemcy zorientowali się, że mimo intensywnych działań eksterminacyjnych prowadzonych we wszystkich dystryktach Generalnego Gubernatorstwa, społeczeństwo polskie otrząsnęło się z szoku po klęsce wrześniowej, a ruch oporu intensyfikuje swoją działalność. Rozpoczęcie niemieckiej ofensywy na Zachodzie odwróciło uwagę światowej opinii publicznej od wydarzeń w Polsce, stąd władze Generalnego Gubernatorstwa postanowiły wykorzystać tę okoliczność do przeprowadzenia zakrojonej na szeroką skalę akcji terrorystycznej – ponownie wymierzonej w polską inteligencję i elity społeczne. 16 maja 1940 miała miejsce w Krakowie konferencja w sprawie „nadzwyczajnych posunięć koniecznych dla zabezpieczenia spokoju i porządku w Generalnym Gubernatorstwie”, w trakcie której generalny gubernator Hans Frank zlecił SS-Brigadeführerowi Bruno Streckenbachowi, dowódcy SD i policji bezpieczeństwa w Generalnym Gubernatorstwie, przeprowadzenie „nadzwyczajnej akcji pacyfikacyjnej” (niem. Außerordentliche Befriedungsaktion – AB). Podczas kolejnej konferencji, która miała miejsce w dniu 30 maja 1940, Frank doprecyzował, że celem Akcji AB będzie „przyspieszona likwidacja znajdującej się w naszych rękach większości buntowniczych polityków, głoszących opór i innych osobników politycznie podejrzanych, jak również równoczesne położenie kresu tradycyjnej polskiej przestępczości”. Postanowiono, że aresztowanych nie należy kierować do obozów koncentracyjnych, lecz „likwidować na miejscu w najprostszy sposób”. Streckenbach przewidywał, że w ramach Akcji AB zamordowanych zostanie co najmniej 3500 osób uznawanych za „kwiat polskiej inteligencji i ruchu oporu” oraz kilka tysięcy przestępców kryminalnych.
Już w maju 1940 starosta grodzki Fritz Saurmann polecił pracownikom Zarządu Miejskiego w Lublinie sporządzić spis „znaczniejszych urzędników Zarządu Miejskiego oraz adwokatów, aptekarzy i osób mających liczącą się pozycje w mieście”. Prezydent Roman Ślaski zdecydowanie odmówił spełnienia tego żądania. Ostatecznie listę „podejrzanych adwokatów” sporządził i przekazał Gestapo kierownik wydziału spraw wewnętrznych w urzędzie gubernatora dystryktu lubelskiego. Począwszy od połowy czerwca w niemal wszystkich miejscowościach dystryktu organizowane były obławy i masowe aresztowania. Ich ofiarą padali przede wszystkim polscy działacze społeczni i polityczni, nauczyciele, prawnicy, urzędnicy oraz księża rzymskokatoliccy. Między innymi w dniach 20-22 czerwca 1940 Niemcy zatrzymali w Zamościu blisko 200 przedstawicieli tamtejszej inteligencji, których osadzono następnie w więzieniu śledczym policji bezpieczeństwa, zorganizowanym na terenie rotundy zamojskiej. 24 czerwca w godzinach wieczornych miała miejsce wielka obława w Lublinie, w trakcie której niemiecki 104. batalion policji – wsparty przez funkcjonariuszy SD oraz członków paramilitarnego Sonderdienstu – aresztował w różnych dzielnicach miasta 814 mężczyzn w wieku od 18 do 60 lat. Tego samego dnia w Białej Podlaskiej podstępnie aresztowano ponad 40 polskich nauczycieli, wezwanych na rzekomą naradę do siedziby miejscowego starostwa. Z kolei 26 czerwca Niemcy przeprowadzili wielką obławę w Lubartowie, w trakcie której zatrzymali ponad 500 osób. Masowe aresztowania przeprowadzono także w Chełmie (10-11 czerwca oraz 3-4 lipca), Puławach, Janowie Lubelskim, Radzyniu Podlaskim oraz mniejszych miejscowościach dystryktu.

## Przebieg akcji eksterminacyjnej

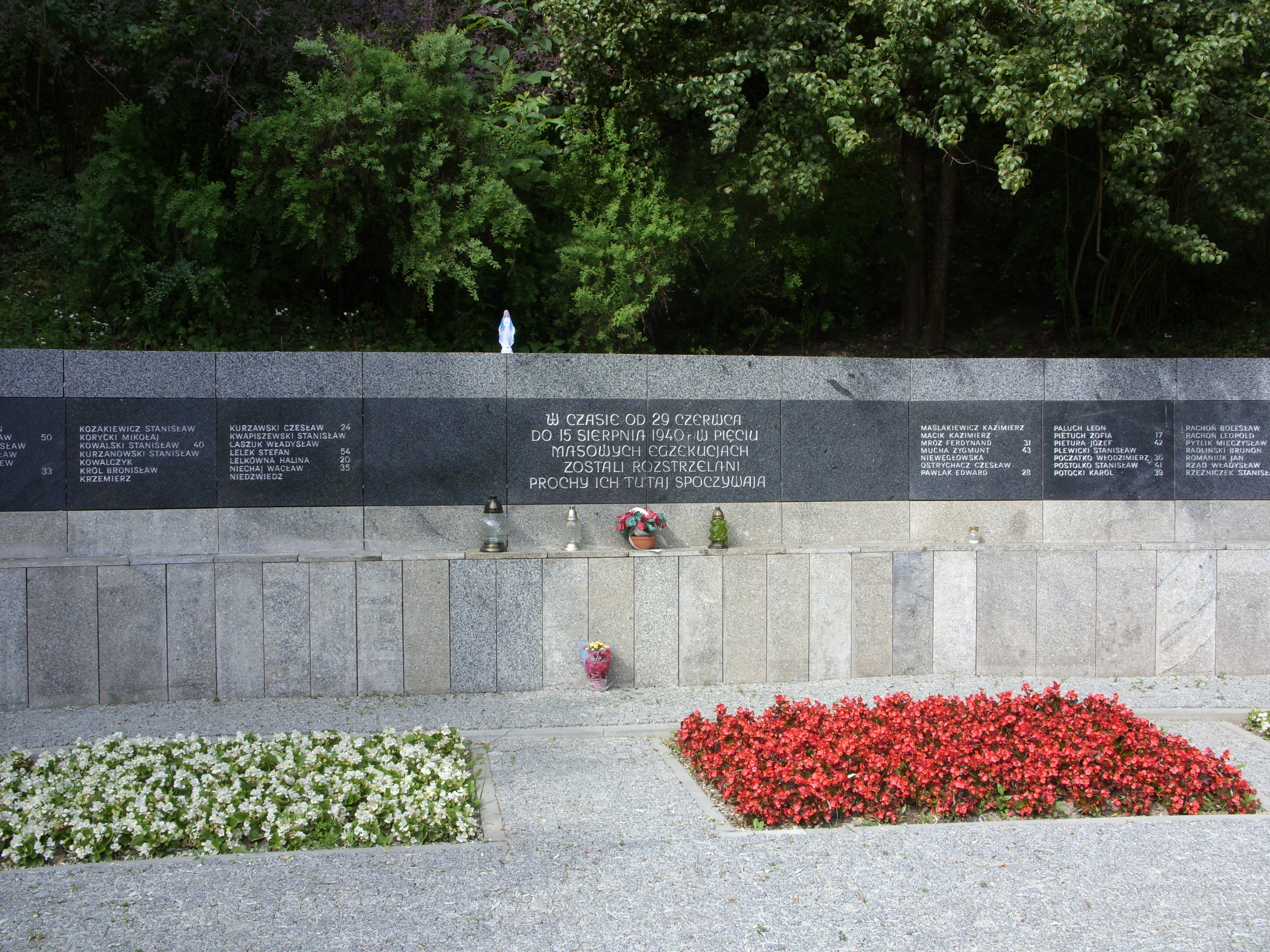
Pomnik i zbiorowa mogiła w Parku „Rury”

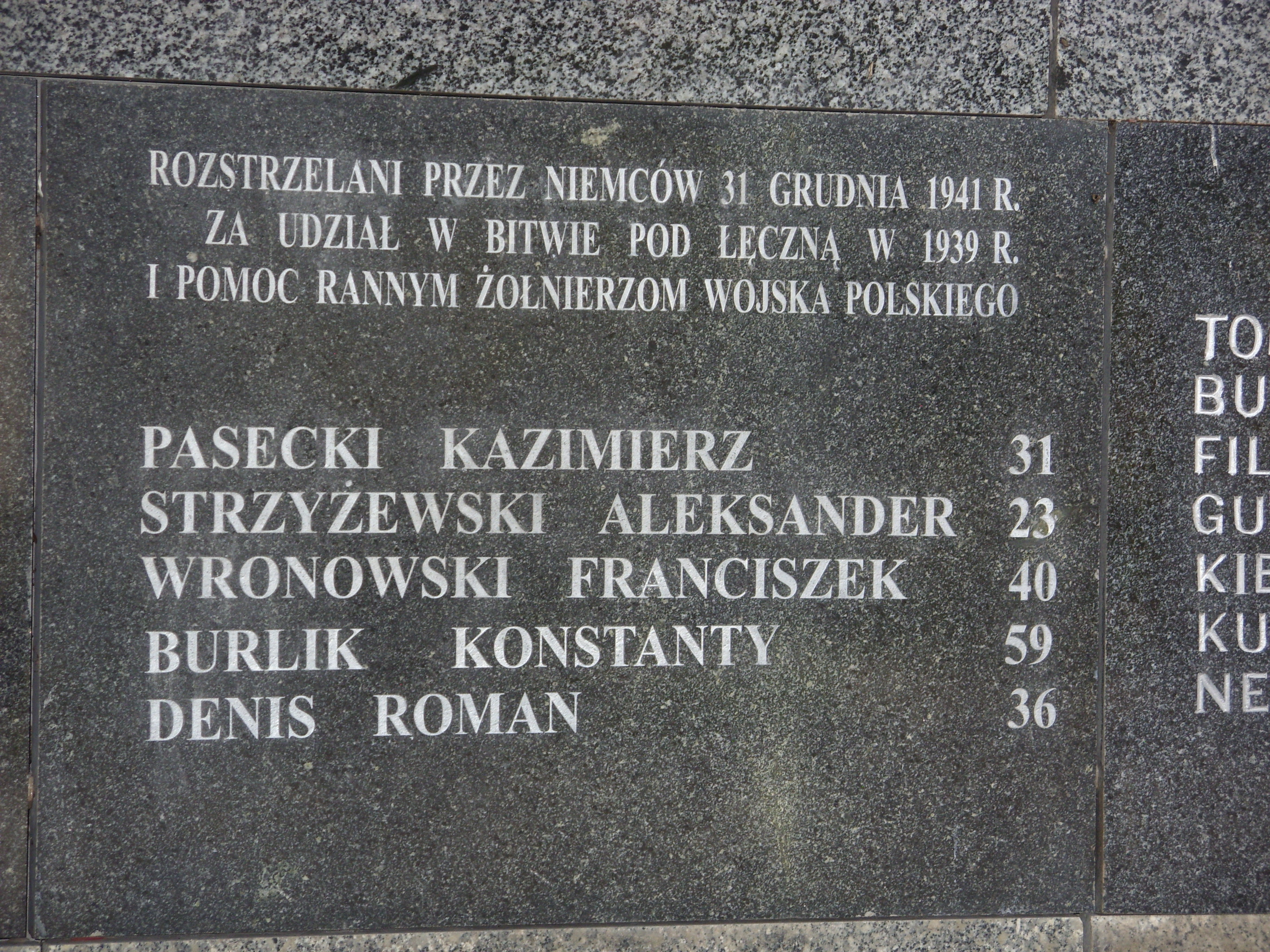
Tablice z nazwiskami ofiar

Po krótkim pobycie w lokalnych więzieniach i aresztach zatrzymanych Polaków przewożono zazwyczaj do więzienia na Zamku Lubelskim. W normalnych warunkach jego cele były w stanie pomieścić ok. 700 więźniów stąd bardzo szybko więzienie uległo przepełnieniu. Był to jeden powodów, dla których z Lublina odeszły wkrótce wielkie transporty do obozów koncentracyjnych. W czerwcu i lipcu 1940 wywieziono stamtąd do KL Sachsenhausen blisko 1000 więźniów. W październiku z Zamku Lubelskiego odszedł 65-osobowy transport do KL Auschwitz. Zgodnie z wytycznymi władz Generalnego Gubernatorstwa, część więźniów poddano eksterminacji bezpośredniej. Osoby skazane na śmierć przez policyjny sąd doraźny były rozstrzeliwane w tzw. Dołach nieopodal wsi Rury Jezuickie. Był to niewielki wąwóz, położony w odległości ok. 3,5 kilometra od lubelskiego Śródmieścia (obecnie część parku „Rury”, leżącego na pograniczu osiedla im. B. Prusa i dzielnicy Czuby). Po wojnie polscy śledczy odkryli tam pięć równolegle wykopanych zbiorowych grobów o długości 17 metrów i głębokości 2 metrów. Akcja eksterminacyjna w Rurach Jezuickich była prowadzona w okresie od 29 czerwca do 15 sierpnia 1940. Pierwsze egzekucje miały miejsce 29 czerwca i 3 lipca. Daty dwóch kolejnych masakr nie są znane, wiadomo jedynie, że miały one miejsce między 4 lipca a 15 sierpnia. Ostatnia egzekucja w Rurach Jezuickich odbyła się w dniu 15 sierpnia.
Przebieg egzekucji przeprowadzanych w Rurach Jezuickich udało się częściowo odtworzyć na podstawie zeznań świadków, wyników powojennej ekshumacji oraz grypsów przekazanych przez więźniów Zamku Lubelskiego. Ofiary zabierano z cel, po czym zawożono samochodami ciężarowymi do Rur Jezuickich. Drogę na miejsce straceń skazańcy musieli odbywać w pozycji leżącej. Egzekucje odbywały się zawsze nocą, w świetle reflektorów samochodowych. Ofiary prowadzono piątkami nad skraj wykopanych wcześniej grobów, a następnie rozstrzeliwano ogniem z broni automatycznej. W kilku grobach znaleziono później 2-3 warstwy zwłok ułożonych jedna na drugiej. Przed śmiercią niektórym ofiarom krępowano ręce lub zawiązywano opaski na oczach. Część z nich nosiła także ślady uderzeń tępym narzędziem w głowę. Prawdopodobnie zdarzały się przypadki, gdy dających oznaki życia skazańców zakopywano żywcem.
Najwięcej informacji udało się uzyskać na temat pierwszej egzekucji w Rurach Jezuickich, przeprowadzonej w dniu 29 czerwca 1940. Z grypsu przekazanego przez więźnia Zamku Lubelskiego wynika, że rozstrzelano wówczas 45 osób. W 34 przypadkach udało się ustalić nazwisko ofiary. Zamordowani zostali m.in.: Stefan Lelek-Sowa (sędzia sądu apelacyjnego w Lublinie, współorganizator Okręgu Lubelskiego SZP oraz ZWZ); Halina Lelkówna (studentka KUL, łączniczka Komendy Okręgu Lubelskiego ZWZ); Józef Dederko (sędzia sądu okręgowego w Lublinie); Tadeusz Eysmont (lekarz, współzałożyciel Komendy Okręgu „Związku Orła Białego”); Celina Iwanowska (harcerka, szef łączności w Komendzie Okręgu Lubelskiego ZWZ); Zbigniew Klaudel (adwokat, redaktor tygodnika „Prawda” wydawanego w Zamościu) oraz Bolesław Wnuk (poseł na Sejm RP). Z kolei ofiarą egzekucji przeprowadzonych w dniach 3 lipca i 15 sierpnia padli przede wszystkim aresztowani członkowie ZWZ z terenów powiatu janowskiego. Rozstrzelano wówczas m.in. Błażeja Dzikowskiego (posła na Sejm RP, członka tzw. „trójki politycznej” ZWZ w powiecie janowskim), Zbigniewa Slęka (kapitana WP), Józefa Piturę (pracownika urzędu gminy Polichna, szefa miejscowej placówki ZWZ), ks. Władysława Bociana (proboszcza z Suchowoli) oraz Kazimierza Sierakowskiego (komendanta policji w Janowie Lubelskim).
Bardzo szybko ludność Lublina odkryła prawdę o egzekucjach przeprowadzanych w Rurach Jezuickich. Miały miejsce wypadki, gdy miejsce kaźni przystrajano potajemnie wiązankami kwiatów. W Dzień Zaduszny 1940 roku anonimowa osoba położyła tam nawet blaszaną tablicę z wymalowanym białym orłem i napisem „Cześć Bohaterom”.

### Ofiary
Ekshumacja przeprowadzona na miejscu straceń w 1945 roku pozwoliła odnaleźć szczątki ponad 450 ofiar. Historycy przyjmują zazwyczaj, że liczba Polaków zamordowanych w Rurach Jezuickich oscylowała pomiędzy 450 a 500. W gronie ofiar znajdowali się przede wszystkim przedstawiciele polskich elit politycznych i intelektualnych z terenów województwa lubelskiego, w tym kobiety i duchowni katoliccy. W Rurach Jezuickich byli jednak mordowani także robotnicy, rolnicy, policjanci, strażnicy więzienni oraz młodzież szkolna. Być może zgodnie z założeniami Akcji AB rozstrzeliwano tam również polskich przestępców kryminalnych, jednak brak jednoznacznych dowodów, które mogłyby potwierdzić tę tezę.
Pełna lista ofiar egzekucji w Rurach Jezuickich nie została dotąd sporządzona. Udało się ustalić nazwiska jedynie ok. 100 zamordowanych (Rada Ochrony Pamięci Walk i Męczeństwa podaje liczbę 115). Znaleźli się wśród nich:
- politycy – Błażej Dzikowski (poseł na Sejm RP z ramienia PSL „Wyzwolenie”, działacz spółdzielczy); Bolesław Wnuk (rolnik, wójt Wysokiego pod Zamościem, poseł na Sejm RP).
- prawnicy – Józef Dederko (sędzia sądu okręgowego w Lublinie); Zbigniew Klaudel (adwokat, redaktor tygodnika „Prawda” wydawanego w Zamościu); Stefan Lelek-Sowa (sędzia sądu apelacyjnego w Lublinie, współorganizator Okręgu Lubelskiego SZP/ZWZ); Józef Wiśniewski (sędzia sądu okręgowego w Lublinie);
- nauczyciele – Józef Kosior, Józef Pucek (nauczyciel z Kąkolewnicy); Bolesław Salamacha (nauczyciel z Dzierzkowic).
- oficerowie i żołnierze WP – major Zygmunt Mucha; kapitan Zbigniew Slęk; kapitan Jan Śliwiński; sierżant Roman Jagielski;
- duchowni katoliccy – ks. Władysław Bocian (proboszcz z Suchowoli);
- urzędnicy – Jan Gutek; Stanisław Kurzanowski (urzędnik komunalnej Kasy Oszczędności w Janowie Lubelskim); Stanisław Kwapiszewski; Kazimierz Mącik (pracownik urzędu miejskiego w Lublinie); Józef Pitura (pracownik urzędu gminy Polichna, dowódca miejscowej placówki ZWZ); Karol Potocki (wójt gminy Modliborzyce, dowódca miejscowej placówki ZWZ); Leopold Rachoń (sekretarz gminy Dzierzkowice);
- inżynierowie – Mieczysław Ciepłowski (inżynier z Janowa Lubelskiego, zatrzymany za posiadanie radiostacji); Celina Iwanowska (inżynier, działaczka ZHP, szef łączności w Komendzie Okręgu Lubelskiego ZWZ);
- lekarze – Tadeusz Eysmont (współzałożyciel Komendy Okręgu „Związku Orła Białego”); Jan Głodkowski (lekarz ze Szczekarkowa); Wacław Niechaj (lekarz Ubezpieczalni Społecznej w Lublinie); Jan Paradowski; Stanisław Postolko (lekarz powiatowy w Lublinie, wiceprezes miejscowego oddziału PCK); Kazimierz Żurawski (lekarz szpitala wojskowego w Chełmie, major WP).
- policjanci i strażnicy więzienni – Wincenty Samoń (strażnik z więzienia na Zamku Lubelskim); Kazimierz Sierakowski (komendant policji w Janowie Lubelskim);
- uczniowie i studenci – Halina Lelek (studentka KUL, córka Stefana Lelka-Sowy, łączniczka Komendy Okręgu Lubelskiego ZWZ); Irena Niewęgłowska (studentka); Brunon Redliński (uczeń gimnazjum im. Stanisława Staszica w Lublinie); Stanisław Rzeźniczek (student KUL); Jan Świerczyński (student);
- inni – Konstanty Burlik (robotnik); Aleksander Grabowski (handlowiec z Urzędowa), Stanisław Kowalski (handlowiec); Edward Tomaszewski (administrator majątku w Moniakach).

Józef Marszałek zwracał uwagę, że w gronie zamordowanych znalazło się wielu weteranów POW, zaangażowanych w organizowanie antyniemieckiej konspiracji (m.in. członkowie siatki Stefana Lelka-Sowy). Natychmiastowej egzekucji uniknęło natomiast wiele osób cieszących się teoretycznie wyższą pozycją w miejscowej społeczności. Wysunięcie szerszych wniosków co do klucza, jakim kierowało się lubelskie Gestapo selekcjonując więźniów zatrzymanych w trakcie Akcji AB, pozostaje jednak zadaniem trudnym ze względu na fakt, iż udało się zidentyfikować zaledwie ok. 20 procent rozstrzelanych.

## Po wojnie
W dniach 4-11 października 1945 prace ekshumacyjne w Rurach Jezuickich prowadzili pracownicy Miejskiej Komisji Badania Zbrodni Niemieckich, którym towarzyszyli przedstawiciele PCK, prokuratury, Kościoła Rzymskokatolickiego, prasy oraz władz miasta. W pięciu zbiorowych mogiłach odnaleziono wówczas kolejno około: 70, 120, 80, 130 i 50 zwłok. Ze względu na znacznie posunięty rozkład ciał zdołano rozpoznać tylko sześć ofiar (byli to: Józef Dederko, Jan Gutek, Celina Iwanowska, Stanisław Kowalski, Halina Lelek i Stanisław Rzeźniczek). Ich szczątki oddano rodzinom, które pochowały ich na cmentarzu w Lublinie. Zwłoki pozostałych ofiar pogrzebano na miejscu straceń.
Na zbiorowej mogile w parku „Rury” stoi obecnie granitowy pomnik. Postawiono przed nim płytę, na której po lewej stronie wyryto dwa krzyże grunwaldzkie, a po prawej – napis o treści: „Pamięci 500 poległym więźniom Zamku Lubelskiego, którzy tutaj zginęli z rąk okupanta hitlerowskiego w masowych egzekucjach dokonanych od czerwca do sierpnia 1940 r.”. Z kolei za pomnikiem, u podnóża skarpy, postawiono ścianę, na której znalazły się tablice z nazwiskami zamordowanych. Na jednej z nich wyryto także napis: „W czasie od 29 czerwca do 15 sierpnia 1940 r. w pięciu masowych egzekucjach zostali rozstrzelani. Prochy ich tutaj spoczywają”.

## Odpowiedzialność sprawców
Odpowiedzialność za działania prowadzone wiosną i latem 1940 roku przez niemiecki aparat bezpieczeństwa w Lublinie – a więc również za egzekucje w Rurach Jezuickich – spada w pierwszym rzędzie na gubernatora dystryktu lubelskiego, Ernsta Zörnera, oraz ówczesnego Dowódcę SS i Policji w dystrykcie lubelskim – SS-Brigadeführera Odilo Globocnika. Globocnik popełnił samobójstwo w maju 1945, niedługo po tym jak został zatrzymany przez żołnierzy brytyjskich. Ernst Zörner zaginął bez śladu (prawdopodobnie popełnił samobójstwo w 1945).
Szczególną rolę podczas akcji eksterminacyjnej w Rurach Jezuickich odgrywał jednak podległy im SS-Sturmbannführer Walter Huppenkothen. Jako komendant SD i policji bezpieczeństwa w Lublinie (KdS) odpowiadał on osobiście za realizację Akcji AB na terenie dystryktu lubelskiego, a także przewodniczył policyjnemu sądowi doraźnemu (niem. Standgericht), wydającemu wyroki śmierci na polskich więźniów politycznych. Po wojnie Huppenkothen zamieszkał w Niemczech Zachodnich, gdzie skazano go na karę sześciu lat pozbawienia wolności za udział w prześladowaniach członków niemieckiego ruchu antynazistowskiego. Po wyjściu na wolność (1959) był cenionym specjalistą w dziedzinie prawa gospodarczego. Zmarł w 1979 w Lubece.